# FOG (drillrapgroep)
FOG, of Fully Op Gevaar, is een drillrapgroep uit Venserpolder. De groep werd geleid door frontmannen RS en Lowkey.  Na de dood van RS bleef Lowkey als leider met Rk en FOG is in een vete verwikkeld met de drillrapgroep KSB (de kikkensteinbende) uit Kraaiennest, en deze vete staat bekend als een van de bloedigste drillrivaliteiten uit de Nederlandse drillrapgeschiedenis.

## Karakteristieke eigenschappen
Alle leden van FOG dragen bivakmutsen en rappen anoniem onder een pseudoniem. Qua rapstijl worden er veel terugkerende zinnen en zinconstructies gebruikt die kenmerkend voor de groep zijn geworden.

## Incident
Op 22 december 2020 werd een man in Amsterdam gestoken. Volgens Het Parool was een vete tussen de drillrapgroepen Z42 en FOG aanleiding voor het geweld. De politie noemt dat 'een van de mogelijke scenario's'. Het slachtoffer zou lid zijn van Z42 en de dader zou aan FOG gelieerd zijn. Z42 is nauw verbonden met de drillrapgroep KSB. Op sociale media zouden beelden zijn geplaatst van een nieuwsbericht over de steekpartij met daarbij de tekst 'fogwinning'.